# Gustavo Adolfo Navarro
Gustavo Adolfo Navarro (Sucre, 1898- Santa Cruz de la Sierra, Bolivia, 1979) fue un escritor, ensayista, periodista y diplomático boliviano, conocido con el seudónimo de Tristán Marof. 

## Biografía
Nació en Sucre en 1898. Fue un socialista convencido, intervino en política durante el Gobierno de Ismael Montes y se vio obligado a vivir exiliado en varios países americanos hasta que en 1937 pudo regresar a Bolivia. Fue dirigente de la Confederación Boliviana de trabajadores (CSTB) y el 1 de junio de 1940 fundo del Partido Socialista de los Trabajadores de Bolivia. 
Su obra literaria se caracteriza por su estilo incisivo y directo y su recurrencia a la ironía y la crítica social. 
Murió en la ciudad de Santa Cruz de la Sierra, Bolivia en 1979.

## Obras

### Ensayos
- La Justicia del Inca
- Los Cívicos (1919)
- La Tragedia del Altiplano (1934)
- El Experimento Nacionalista (1947)
- Ensayos y Crítica: Revoluciones bolivianas, guerras internacionales y Escritores (1961)

### Novelas
- Suetonio Pimienta: memorias de un diplomático de la república de Zanahoria (1924)
- Wall Street y Hambre (1931)
- Regreso a Bolivia (1937)
- La Ilustre Ciudad (1950)